# Ваучерная приватизация в России
Ва́учерная приватиза́ция проводилась в 1992—1994 гг. Ей предшествовали законодательные акты Верховного Совета РСФСР, принятые летом 1991 года, которые предусматривали выкуп государственных предприятий и их преобразование в акционерные общества. Для упорядочения приватизации был принят закон «Об именных приватизационных счетах и вкладах в РСФСР», согласно которому каждый гражданин России получал именной приватизационный счёт, на который должны были зачисляться денежные суммы, предназначенные для оплаты приватизируемого государственного имущества. Закон не разрешал продажу приватизационных вкладов другим лицам. Этот закон, однако, не был осуществлён, и вместо него была проведена ваучерная приватизация.
Практическим руководством к приватизации служили Указы Президента РФ «Об ускорении приватизации государственных и муниципальных предприятий» (29 декабря 1991 г.), «Об ускорении приватизации государственных и муниципальных предприятий» (29 января 1992 г.), «Об организационных мерах по преобразованию государственных предприятий, добровольных объединений государственных предприятий в акционерные общества» (1 июля 1992 г.), «О введении в действие системы приватизационных чеков в Российской Федерации» (14 августа 1992 г.), «О Государственной программе приватизации государственных и муниципальных предприятий в Российской Федерации» (24 декабря 1993 г.).
Ваучерная приватизация была противоречива. Формат приватизации был во многом результатом компромиссов между Правительством и Верховным Советом, с учетом принятых в разное время нормативных актов и интересов разных лоббистских групп. Так, Е. Гайдар и А. Чубайс изначально не были сторонниками ваучерной приватизации, предлагая отказаться от неё в пользу постепенной приватизации за деньги. Однако Закон РСФСР от 3 июля 1991 года «О приватизации государственных и муниципальных предприятий» предусматривал приватизацию с использованием приватизационных именных счетов. Недостатком этого решения была его коррупционная уязвимость: с учётом преимущественного права работников предприятий на выкуп их акций, директора, используя давление на работников, получили бы широкие возможности для захвата контроля над предприятиями. В качестве компромисса между позицией Верховного Совета и Правительства чеки были анонимизированы (что приближало приватизацию к рыночной схеме), право трудовых коллективов на преимущественный выкуп акций сохранено.
Летом 1992 г. были введены ваучеры (приватизационные чеки), которые не бесплатно раздавались населению. За каждый ваучер необходимо было заплатить 25 рублей, независимо от того, кто получал ваучер — взрослый человек или ребёнок. Номинальная стоимость ваучера составляла 10 тысяч рублей. Имущество предприятий страны было оценено в 1400 миллиардов рублей, и на эту сумму были изданы ваучеры. По субъективной оценке главы Госкомимущества Чубайса, руководившего приватизацией, один ваучер соответствовал по стоимости двум автомобилям «Волга». Однако купить эти автомобили в обмен на ваучер было нельзя.
Реальная рыночная стоимость пакета акций, который можно было получить в обмен на один ваучер, колебалась в широких пределах в зависимости от компании, чьи акции приобретались в обмен на ваучер, а также от региона, где это происходило. Например, в Нижегородской области один ваучер можно было обменять в 1994 г. на 2000 акций РАО «Газпром» (их рыночная стоимость в 2008 г. составила порядка 700 тыс. рублей), в Московской области — на 700 акций Газпрома (в 2008 г. — порядка 245 тыс. рублей), а в г. Москве — на 50 акций Газпрома (17 тыс. руб. в 2008 г.). За один ваучер можно было также получить 1/7 акции Торгового дома «ГУМ» (менее 100 руб.).
Бывший министр экономики экономист Андрей Нечаев так прокомментировал ваучерную схему:
С точки зрения применявшейся модели приватизации номинал ваучера не имел никакого значения. Ваучер определял лишь право что-то купить при приватизации. Реальная его стоимость зависела от конкретной приватизационной ситуации на конкретном предприятии. Где-то на ваучер можно было получить 3 акции, а где-то — 300. В этом смысле на нём можно было написать и 1 рубль, и 100 тысяч рублей, что не изменило бы его покупательную способность ни на йоту. По-моему, идея снабдить эту ценную бумагу номиналом принадлежала Верховному совету. Чтобы придать номиналу хотя бы какую-то рациональную основу, решили привязать его к стоимости основных фондов на душу населения.

Григорий Явлинский объясняет отсутствие рациональной основы стоимости ваучера дисбалансом между количеством товаров и денежной массой в экономике РСФСР:
 Была другая программа приватизации. Смысл этой программы заключался в том, чтобы деньги, накопленные людьми за время советского периода, были использованы на приобретение активов. На руках у населения было примерно 10 трлн рублей. По курсу 2007 года все совокупные сбережения населения составляли около 350—380 миллиардов долларов. Моя программа предполагала, чтобы эти деньги были использованы на приобретение средств производства, как сейчас говорят, активов. В то время был очень большой дисбаланс между количеством денег у населения и товарной массой. То, что было товаром, составляло примерно 14 копеек на 1 рубль сбережений. Если бы была реализована предложенная нами программа приватизации, тогда к традиционным товарам — костюмам, колбасе — добавились бы другие товары — магазины, парикмахерские, земля, грузовики… всё то, что является малой и средней приватизацией. Появился бы средний класс, и никто бы не считал себя обманутым.

Принятый порядок приватизации давал серьёзные преимущества так называемым «красным директорам», то есть руководителям предприятий, получившим эти должности в советские времена. Во многих случаях основная доля акций предприятия оказывалась в руках трудовых коллективов; используя административное давление, директора могли добиваться нужных результатов голосования на собраниях акционеров, а впоследствии зачастую и выкупать долю работников предприятий, становясь полноправными владельцами.
Однако идеологи приватизации неоднократно отмечали
, что стремительная выдача приватизационных чеков была направлена именно на то, чтобы ограничить возможности «красных директоров» по лоббированию и проведению приватизации по ещё более выгодным для них схемам. В ноябре 2004 года А. Чубайс в интервью The Financial Times сказал: «У коммунистических руководителей была огромная власть — политическая, административная, финансовая… нам нужно было от них избавляться, а у нас не было на это времени. Счёт шёл не на месяцы, а на дни».
Основная масса населения не знала (вернее, не поняла, в силу экономической неграмотности, хотя назначение бумаги было написано прямо на ней, а в средствах массовой информации вопрос широко обсуждался), что делать с ваучерами, поэтому их стали продавать скупщикам. Цена ваучеров стремительно падала, упав до 3—4 тысяч рублей к маю 1993 года. С целью помочь реализации ваучеров создавались чековые инвестиционные фонды, обменивавшие ваучеры на акции разнообразных компаний.
Схема действия чековыx инвестиционныx фондов была примерно одинакова: фонды собирали ваучеры с населения, участвовали в чековом аукционе, и покупали за ваучеры акции доходных предприятий. Затем акции продавались с баланса чековыx инвестиционныx фондов на баланс структур, контролируемых влиятельными в регионе группировками (зачастую организованной преступностью) по низкой балансовой стоимости, оставляя номинальные активы в фонде для последующей фактической ликвидации.
Во многом приватизация в России повторила историю приватизации церковных земель во Франции во времена Французской Революции. На тот момент земли церкви были конфискованы, и на основе этих земель (позже к списку земель добавились бывшие имения эмигрантов и земли, принадлежащие короне) были выпущены ассигнанты, которые впоследствии начали использоваться как деньги. Земли впоследствии были распроданы на аукционах, в которых зажиточные крестьяне и буржуа имели преимущество перед бедными крестьянами, что, как и в России, привело к расслоению общества. Из более свежих «приватизаций» большой интерес также представляет сравнение российской приватизации с проходившей одновременно приватизацией в странах Восточной Европы, а также с английской приватизацией времён Маргарет Тэтчер и Джона Мейджора. Так, в отличие от российской, английская приватизация 70-80-х годов обеспечила приток в бюджет более $150 млрд. Польская приватизация началась в 1990 году, а её ваучерный этап в 1995 году, граждане Польши стали вкладчиками 15 инвестиционных фондов, которые управляли 512 предприятиями страны. Всего за первые 10 лет приватизации в бюджет Польши поступило около $17,8 млрд.
Многочисленные критики указывают, что ваучерная приватизация была нечестной, несправедливой, привела к незаслуженному резкому обогащению узкой группы лиц. В ответ на это А. Чубайс отмечает: «Мы не могли выбирать между „честной“ и „нечестной“ приватизацией, потому что честная приватизация предполагает чёткие правила, установленные сильным государством, которое может обеспечить соблюдение законов. В начале 1990-х у нас не было ни государства, ни правопорядка… Нам приходилось выбирать между бандитским коммунизмом и бандитским капитализмом».